# 穆爾西里日食

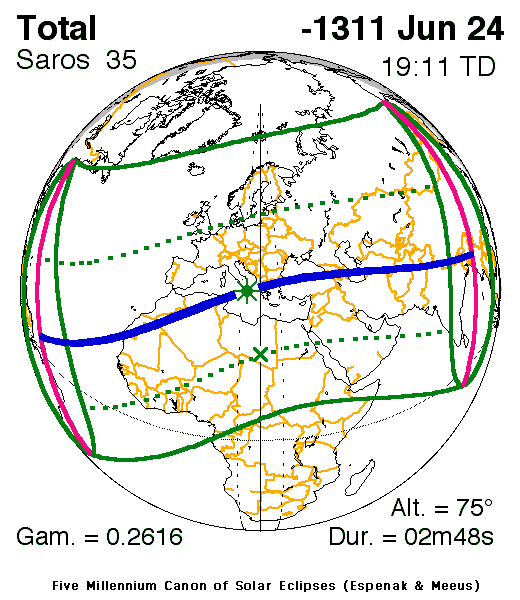
公元前1312年日食

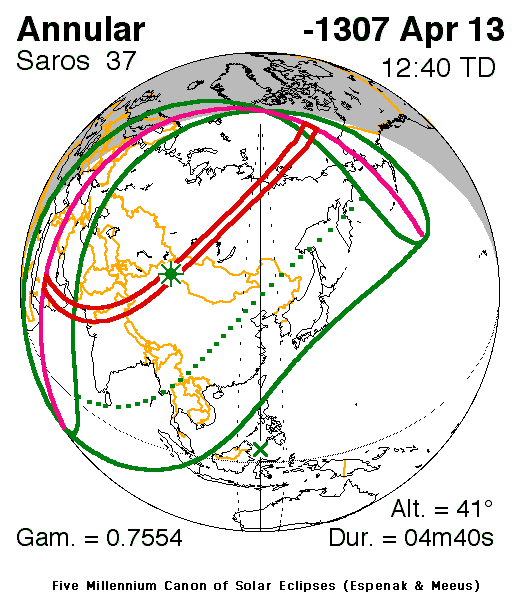
公元前1308年日食

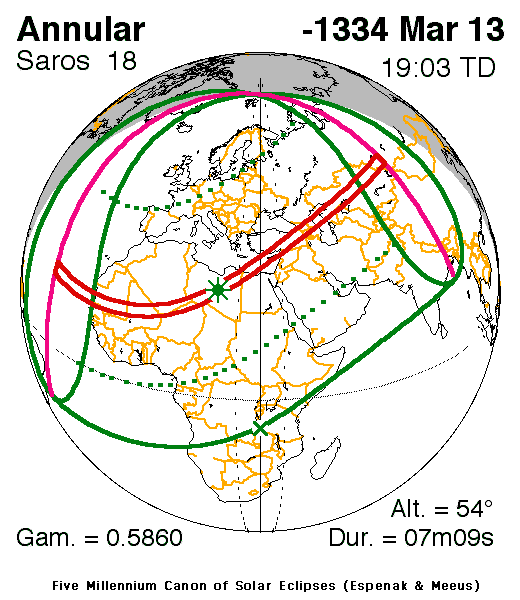
公元前1335年日食

可追溯到穆爾西里二世統治時期的文本中提到的日食，對於古代近東年表中西臺帝國的年代非常重要。文中記載，穆爾西里在位十年，“太陽發出了一個信號”（istanus sakiyahta），當時國王正準備對安納托利亞東北部的哈亞薩-阿齊王國發動一場戰役。
編年史中的參考文獻首先被 Emil Forrer (1926) 解釋為描述日食，Schorr (1928) 將其確定為公元前1335年3月13日的日食，下午在安納托利亞可見為環形。
現在普遍認為公元前1312年6月24日，下午在安納托利亞北部完全可見。Paul Åström (1993) 提出了另一個日期公元前1308年4月13日，在日出時可以看到日偏食。 Peter J. Huber 提出日期為公元前1340年1月8日。 

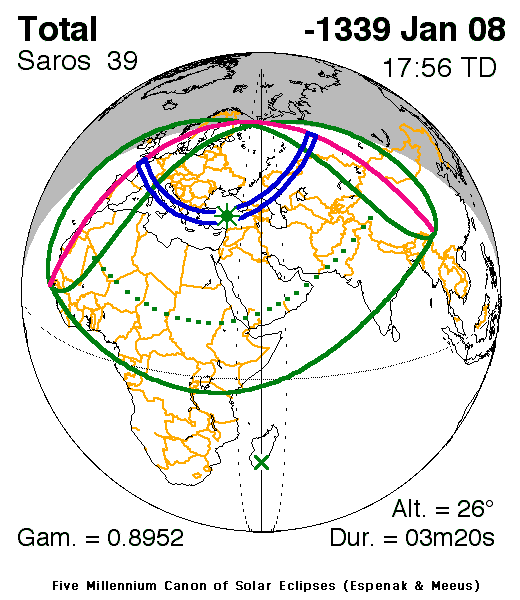
公元前1340年日食

## 公元前1312年日食
公元前1312年的日食發生在安納托利亞北部的下午較早時份，它對於穆爾西里和他的軍隊來說是相當壯觀的：
公元前1312年6月24日，日全食，最大時間為 10:44 UTC，38.2°N 13.7°E（西西里島）
公元前1312年的日期意味著穆爾西里的統治在公元前1322年或 1321 年開始。這個日期大慨是普遍認為圖坦卡門的死亡日期。蘇庇路里烏瑪一世當時正在圍攻卡爾凱美什，他收到了一位法老的遺孀（在史冊上稱為Dakhamunzu）的一封信。蘇庇路里烏瑪一世此後不久去世，他的繼任者是穆爾西里二世（他的兄弟是被送往埃及的扎南扎王子，他在那裡去世）。因此，這是一個時間的定點。然而，也有其他觀點，例如聲稱死去的法老是阿肯那頓或者圖坦卡門後來才死去。

## 公元前1308年日食
公元前1308年的是日環食，從清晨開始在阿拉伯半島上空（僅在安納托利亞和敘利亞上空出現半影），在中亞上空達到其高度：
公元前1308年4月13日，日環食（94.8%），最大時間為 04:16 UTC，44.9°N 85.7°E（天山）